# Istidina
L'istidina (abbreviazioni His e H), chiamata anche L-istidina, è un amminoacido il cui gruppo laterale reca un anello imidazolico. Viene codificata dai codoni CAU e CAC, ed è una molecola polare e chirale.
Contiene un gruppo α-ammino (che è nella forma protonata {\displaystyle {\ce {-NH3+}}}in condizioni biologiche), un gruppo carbossilico (che si trova nella forma deprotonata {\displaystyle {\ce {-COO-}}}in condizioni biologiche) e un anello imidazolico (che è parzialmente protonato); per questo l'istidina è classificata come amminoacido caricato positivamente a pH fisiologico.
Il suo enantiomero L è uno dei 20 amminoacidi ordinari della biochimica, considerato non essenziale nell'uomo adulto ed essenziale per i bambini e durante lo sviluppo; pertanto è definito pseudo-essenziale.
Infine, l'istidina è un precursore della biosintesi dell'istamina, un agente infiammatorio vitale nelle risposte immunitarie. L’istidina è stata isolata per la prima volta per il fisiologo tedesco Albercht Kossel e Sven Hedin nel 1896.

## Proprietà chimiche
L'anello imidazolico dell'istidina ha un pKa di 6.0: ciò fa sì che piccole variazioni di pH nell'ambiente cellulare, che è in genere attorno a valori di pH neutri, possano cambiare il segno della sua ionizzazione. Per questa ragione, il residuo dell'istidina è di fondamentale importanza nelle proteine, e compare nei siti in cui può coordinare ioni metallici o i substrati su cui va a esercitare la sua attività enzimatica.
A pH minore di 6, l'anello imidazolico è perlopiù protonato. Quando è protonato, l'anello imidazolico ha due legami NH e ha una carica positiva; questa carica è equamente distribuita tra i due azoti e può essere rappresentata con due strutture di risonanza ugualmente importanti. Nel momento in cui il pH aumenta oltre 6, uno dei protoni viene perso. Il protone rimanente dell'anello imidazolico, ora neutro, può risiedere su entrambi gli azoti, dando origine a quelli che sono noti come tautomeri N1-H o N3-H. Il tautomero N3-H è protonato sull'azoto n. 3, più lontano nella catena principale dell'amminoacido che porta i gruppi ammino e carbossile, mentre il tautomero N1-H è protonato sull'azoto più vicino alla catena principale.
L'anello imidazolico ha due atomi di azoto con differenti proprietà; uno (quello che ha legato a sé un atomo di idrogeno) condivide il suo doppietto di elettroni nell'anello aromatico ed è quindi lievemente acido, l'altro invece condivide nell'anello aromatico un solo elettrone lasciando il suo doppietto di elettroni disponibile ed è quindi basico.
Queste proprietà vengono sfruttate negli enzimi in vari modi. Nelle cosiddette triadi catalitiche l'azoto basico dell'istidina viene usato per rimuovere uno ione H+ dalla serina, dalla treonina o dalla cisteina per attivarle come nucleofili. Nel trasferimento di protoni via istidina (hystidine proton shuttle) l'istidina trasferisce uno ione H+ estraendolo da un donatore tramite il suo azoto basico e cedendo lo ione H+ legato al suo atomo di azoto acido a un accettore. Nell'enzima anidrasi carbonica l'istidina viene usata per allontanare rapidamente ioni H+ da una molecola d'acqua legata a uno ione zinco per rigenerare la forma attiva dell'enzima. Usando come esempio il zwitterion di istidina, è stata scoperta per la prima volta un'interazione anione-anione del tipo anione carbossilato-tetrossido.

### Biochimica
La catena laterale imidazolica dell'istidina è un ligando coordinante comune nelle metalloproteine ed è una parte dei siti catalitici in alcuni enzimi. Ha la capacità di passare da stati protonati a non protonati, che consente all'istidina di partecipare alla catalisi acido-base. Nelle triadi catalitiche, l'azoto basico dell'istidina viene utilizzato per estrarre un protone da serina, treonina o cisteina per attivarle come nucleofile. L'istidina è anche importante nelle eliche E e F dell'emoglobina. L'istidina distale aiuta a stabilizzare l'ossiemoglobina e a destabilizzare il legame del CO con l'emoglobina. Di conseguenza, il legame col monossido di carbonio è solo 200 volte più forte nell'emoglobina, rispetto alle 20.000 volte più forte nell'eme libero.

## Metabolismo

### Biosintesi
L'istidina è un amminoacido essenziale che non è sintetizzato negli esseri umani. Essi devono quindi introdurlo tramite la dieta oppure tramite integratori. La biosintesi dell'istidina è stata ampiamente studiata nei procarioti come l'Escherichia coli.
La sintesi dell'istidina nell'E. coli coinvolge otto prodotti genetici (His1, 2, 3, 4, 5, 6, 7, 8) e avviene in tre passi (fig. 1). Questo è possibile perché un solo prodotto di un gene è capace di catalizzare più di una reazione. Per esempio, His4 catalizza 4 passi diversi nel percorso sintetico.
Come gli animali e i microrganismi, anche le piante hanno bisogno di istidina per crescere e svilupparsi. I microrganismi e le piante sono simili tra di loro perché possono sintetizzare l'istidina, entrambi tramite l'intermedio biochimico fosforibosilpirofosfato. In generale, la biosintesi dell'istidina è simile in piante e microrganismi.

1) Biosintesi dell'istidina Otto diversi enzimi possono catalizzare dieci reazioni. In questa immagine, His4 catalizza quattro diverse reazioni nel percorso.

#### Regolazione della biosintesi
Questa reazione ha bisogno d'energia per avvenire, quindi la presenza di ATP ne attiva il primo enzima, l'ATP-fosforibosiltransferasi. La ATP-fosforibosiltransferasi è l'enzima che determina la velocità di reazione, che viene regolata attraverso feedback negativo. Questo significa che in presenza di molto prodotto (istidina) la biosintesi di questa viene inibita.

#### Degradazione
Nei procarioti, l'istidina è trasformata in glutammato e ammoniaca.
L'istidina è uno degli amminoacidi che possono essere convertiti in intermedi del ciclo dell'acido tricarbossilico (TCA). L'istidina insieme ad altri amminoacidi come la prolina e l'arginina, prende parte alla deamminazione, un processo in cui il suo ammino-gruppo viene rimosso. Nei procarioti, l'istidina viene prima convertita in urocanato dall'istidasi. Successivamente, l'urocanasi converte l'urocanato in 4-imidazolone-5-propionato. L'imidazolonepropionasi catalizza la reazione per formare il formiminoglutammato (FIGLU) dal 4-imidazolone-5-propionato. Il gruppo formimino viene trasferito al tetraidrofolato e i restanti cinque carboni formano il glutammato. Nel complesso, queste reazioni provocano la formazione di glutammato e ammoniaca. Il glutammato può quindi essere deamminato dal glutammato deidrogenasi o transaminato per formare α-chetoglutarato.

### Conversione ad altre ammine biologicamente attive
- L'istidina è un precursore dell'istamina, un'ammina prodotta nel corpo necessaria per l'infiammazione.[17]
- L'istidina può essere convertita in 3-metilistidina (fig. 2) che serve come biomarcatore relativo a danni nei muscoli scheletrici.[18]
- In funghi filamentosi come il Neurospora crassa, l'istidina può essere convertita nell'antiossidante ergotioneina.[19]
- L'istidina è anche un precursore della biosintesi della carnosina, che è un dipeptide presente nei muscoli scheletrici.[20]

2) Conversione dell'istidina in istamina mediante istidina decarbossilasi.